# Гамс, Хельмут
Хельмут Гамс (нем. Helmut Gams, 25 сентября 1893 — 13 февраля 1976) — австрийский ботаник, геоботаник, палеоботаник и миколог.

## Биография
Хельмут Гамс родился в Брно 25 сентября 1893 года.
Он учился в Цюрихском университете, где в 1918 году получил степень доктора философии. Гамса пригласили в Мюнхенскую Hegi-Redaktion на основе его уже тогда обширных знаний о растениях, где он с 1920 по 1923 год был ассистентом у Густава Хеги в Мюнхенском университете Людвига-Максимилиана, работая над «Illustrierte Flora von Mittel-Europa».
Гамс основал Biologische Station Mooslachen в Вассербурге на Боденском озере и в течение многих лет был её руководителем. В 1929 году он проходил хабилитацию в Инсбрукском университете имени Леопольда и Франца, где он сначала был приват-доцентом, затем экстраординарным профессором, с 1949 года заведующим кафедрой и, в конечном счёте, с 1964 года был почётным профессором до самой смерти.
Хельмут Гамс умер в Инсбруке 13 февраля 1976 года.

## Научная деятельность
Хельмут Гамс специализировался на Мохообразных, водорослях, семенных растениях и на микологии.

## Публикации
- 1918: Prinzipienfragen der Vegetationsforschung: ein Beitrag zur Begriffserklärung u. Methodik der Biocoenologie, Dissertation.
- 1923: Postglaziale Klimaaederungen und Erdkrustenbewegungen in Mitteleuropa. Zusammen mit Rolf Nordhagen sowie mit einem Beitrag von Carl Troll. 336 S.
- 1927: Von den Follatères zur Dent de Morcles. Vegetationsmonographie aus dem Wallis. Bern. 760 S.
- 1929: Remarques ultérieures sur l’histoire des Pinerais du Valais comparées à celle de l’Europe orientale. In: Bull. Murithienne 46: 76—96.
- 1931: Pflanzenwelt Vorarlbergs. 76 S.
- 1931: Pflanzenwelt und Vorbedingungen der Pflanzenwirtschaft. Zusammen mit Carl Troll.
- 1931/1932: Die klimatische Begrenzung von Pflanzenarealen und die Verteilung der hygrischen Kontinentalität in den Alpen. In: Zeitschr. Ges. Erdkunde Berlin 1931: 321—346, 1932: 52—68, 178—198.
- 1936: Rindenflechten der Alpen.
- 1936: Beiträge zur pflanzengeographischen Karte Österreichs. Teil I: Die Vegetation des Großglocknergebietes. In: Abh. Zool.-Bot. Ges. Wien 16 (2): 1—79. Wien.
- 1938: Über einige flechtenreichen Trockenrasen Mitteldeutschlands. In: Hercynia, Abh. Bot. Ver. Mitteldeutschl. 1 (2). Halle.
- 1939: Die Hauptrichtungen der heutigen Biozönotik. In: Chronica Botanica 5 (2/3). Leiden.
- 1939: Carl Schröter und seine vegetationskundliche Schule. In: Der Biologe 8 (6). München.
- 1943: Der Sanddorn (Hippophae rhamnoides) im Alpengebiet. In: Beih. Bot. Centralbl. 62, Abt. B: 68—96.
- 1954: Neue Beiträge zur Vegetations- und Klimageschichte der nord- und mitteleuropäischen Interglaziale. In: Experientia 10 (9): 357—396.
- 1967: Flechten: (Lichenes). 244 S. — (Kleine Kryptogamenflora — Band 3).
- 1969: Makroskopische Süßwasser- und Luftalgen. 1969. — 63 S. (Kleine Kryptogamenflora: Band 1, Makroskopische Algen).
- 1973: Die Moos- und Farnpflanzen: (Archegoniaten). 248 S. (Kleine Kryptogamenflora / Band 4).
- 1974: Makroskopische Meeresalgen. 119 S. (Kleine Kryptogamenflora: Band 1, Makroskopische Algen).

## Почести
Вид растений Rumex gamsii Murr был назван в его честь.